# Fundo de Fiscalização das Telecomunicações
O Fundo de Fiscalização das Telecomunicações (Fistel) é um fundo contábil, formado pela arrecadação da Taxa de Fiscalização de Instalação (TFI) e da Taxa de Fiscalização de Funcionamento (TFF), cobradas pela Agência Nacional de Telecomunicações (Anatel).
Criado pela Lei 5.070, de 1966, o Fistel teve sua composição e destinação modificadas pela Lei 9.472, de 1997.
Os recursos arrecadados pelo Fistel são uma das fontes de financiamento da Anatel, depois de transferidos os valores que são devidos ao Fundo de Universalização dos Serviços de Telecomunicações (Fust) e ao Fundo para o Desenvolvimento Tecnológico das Telecomunicações (Funttel). Parte dos recursos também ajuda a formar o Fundo Setorial do Audiovisual, por determinação da Lei 11.437, de 2006.